# زنان شیفته
کتاب زنان شیفته، روانشناسی محبت بی تناسب (به انگلیسی: Woman Who Love Too Much) نوشته رابین نوروود، یک خودآموز کمکی است برای از بین بردن مشکلات زنان در رابطه‌شان با همسرشان که در سال ۱۹۸۷ متشر شد و از سوی مجله نیویورک تایمز در لیست پر فروش‌ترین کتاب در رده مشاوره قرار گرفت.

## معرفی کتاب
اگر شما هم درگیر همسری هستید که فکر و ذکرتان را به خود مشغول کرده، بدانید که ریشه‌های این مشغله ذهنی به جای عشق هراس بوده است. زنانی که اضطرار گونه و بیش از حد تناسب محبت می‌کنند پر از هراس هستند، هراس از تنها شدن، هراس از اینکه کسی آنها را دوست نداشته باشد، هراس از اینکه ارزشمند نباشند، نادیده انگاشته شوند و فراموش گردند. ما عشقمان را ارزانی مردها می‌کنیم به این امید که به پایان هراس برسیم. اما اگر محبت تولید محبت متقابل نکند به هراسمان اضافه می‌شود. وقتی با روشی که انتخاب کرده‌ایم به خواسته خود نمی‌رسیم بیشتر محبت می‌کنیم و گرفتار عشق بی تناسب می‌شویم.

## ترجمه به فارسي
اين كتاب در ايران توسط مهدي قره‌چه‌داغي به فارسي ترجمه شده و توسط انتشارات پيكان و انتشارات ذهن‌آويز به چاپ رسيده است. 

## فهرست مطالب
- فصل ۱: عشق ورزیدن به مردی که محبت شما را بی جواب می‌گذارد
- فصل ۲: برایت رنج می‌کشم تا دوستم بداری
- فصل ۳: نیاز به مورد نیاز بودن
- فصل ۴: همخوانی
- فصل ۵: مردانی که زنان شیفته را انتخاب می‌کنند
- فصل ۶: دیو و دلبر
- فصل ۷: وقتی اعتیادها یکدیگر را تغذیه می‌کنند
- فصل ۸: مردن به خاطر عشق
- فصل ۹: راه بهبود